# .ba
.ba este un domeniu de internet de nivel superior, pentru Bosnia și Herțegovina (ccTLD).